# Mario Gelardi
Mario Gelardi (Napoli, 1968) è un drammaturgo, regista teatrale e scrittore italiano.

## Biografia
Esponente del teatro civile italiano, Mario Gelardi debutta come regista nel 1997 con Una notte americana di Arthur Miller e sempre nello stesso anno come autore e regista in Tutte le donne.
Il teatro di Mario Gelardi ha spesso raccontato storie partendo da testimonianze, da memorie, da fatti realmente accaduti ma lo fa attraverso una ben connotata specificità teatrale con la quale costruisce le sue messe in scena.
Nel 2002, ottiene con il testo Malamadre il Premio Flaiano e negli anni seguenti riceve nuovi riconoscimenti tra cui il Premio Ustica (sezione del premio Scenario) (nel 2005) ed il Premio Girulà (nel 2007) con Quattro testo scritto con Giuseppe Miale di Mauro ed ispirato alla storia di Annalisa Durante. Sempre insieme a Giuseppe Miale Di Mauro è tra i finalisti del Premio Riccione per il teatro con Becchini e si aggiudica il Premio Fersen per la drammaturgia con il testo La vita come prima. Nel 2006, insieme ad Ivan Castiglione scrive e mette in scena Idroscalo 93: racconto sulla morte di Pier Paolo Pasolini per la rassegna "Petrolio" curata da Mario Martone.
Il 2007 segna un anno importante nella carriera artistica di Mario Gelardi, insieme a Roberto Saviano è infatti autore e regista della versione teatrale del romanzo Gomorra (2007) con cui ottiene numerosi riconoscimenti tra cui il Premio Gli Olimpici del teatro come migliore autore di novità italiana ed il Premio Enriquez. Lo spettacolo conta più di 300 repliche solo in Italia e più di una versione all'estero.
Nel 2010, per il Napoli Teatro Festival, mette in scena lo spettacolo La città di fuori, tratto dal romanzo La città perfetta di Angelo Petrella e Santos tratto da un racconto di Roberto Saviano e scritto con Giuseppe Miale di Mauro. Sempre nello stesso anno pubblica il suo primo romanzo, Liberami dal male, sulla storia di Marco Marchese in cui affronta il tema della pedofilia in ambito ecclesiastico.
Accanto all'attività teatrale, tra il 2005 ed il 2011 assume la direzione artistica di alcuni Festival e Rassegne tra cui Teatri della Legalità (dal 2007 al 2010) ed il Festival Presente Indicativo (dal 2005 al 2010).
Nel 2011 fonda Caracò editore, casa editrice per la quale si è occupato fino a febbraio 2015 della direzione editoriale e per cui ha curato diverse antologie..
Nel 2013 assume la direzione artistica del Nuovo Teatro Sanità, un teatro nel centro storico di Napoli ospitato in una chiesa settecentesca.
Nel 2017 riceve il Premio Giuseppe Fava per il teatro e l'impegno civile.
Nel 2020 ha realizzato come regista e autore per il Teatro Stabile di Napoli "A freva", ispirato a "La peste" di Albert Camus.

## Caratteristiche e stile teatrale
Il teatro di Mario Gelardi, come da lui stesso evidenziato, parte dall'esigenza come individuo, di raccontare la sua terra e quello che lo circonda: «Fondamentale è stato l'incontro con Roberto Saviano: la mia identità di autore di teatro civile si è profondamente radicata attraverso lo scambio umano e culturale che abbiamo. Io credo che a volte occuparsi di alcuni argomenti, nel mio caso la camorra, la pedofilia in ambito ecclesiastico, la morte di Pasolini o il terrorismo, diventa un modo di fare teatro politico. È chiaro che la strada che mi si è prospettata davanti è stata tutt'altro che semplice; spesso si confonde il teatro civile con quello di narrazione che per sua natura è più spartano. Cerco di utilizzare tutte le possibilità che il teatro mi offre per essere efficace nel racconto, la scena, la musica, il disegno luci, fattori fondamentali che aiutano un passaggio anche più coinvolgente per un pubblico e soprattutto per un establishment teatrale “spaventato” di toccare certi temi e a volte impaurito dalla possibilità che tali argomenti diventino popolari».

## Teatro

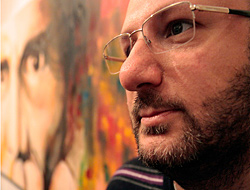
Foto del 2010

### Autore
- 2002: Malamadre (premio Flaiano per il Teatro)
- 2003: L'ultima corsa di Fred (con Giuseppe Miale di Mauro)
- 2004: Limoni, regia di Giuseppe Miale di Mauro
- 2004: Le parole per Angela (con Giuseppe Miale di Mauro)
- 2005: La vita come prima (con Giuseppe Miale di Mauro), regia di Roberto Azzurro (vincitore del Premio Fersen per la drammaturgia)
- 2005: Le regole del gioco del tennis, regia di Rosario Arena (vincitore del UAI Festival)
- 2005: Quattro (con Giuseppe Miale di Mauro), regia di Paolo Zuccari (vincitore del Premio Ustica per il teatro e del Premio Girulà)
- 2005: Becchini (con Giuseppe Miale di Mauro, finalista al premio Riccione 2005)
- 2006: Il silenzio prima della guerra (con Giuseppe Miale di Mauro), selezionato per il Premio Extra Candoni 2006)
- 2006: Santa Maria del Pallone (con Giuseppe Miale di Mauro)
- 2009-2010: 12 baci sulla bocca, regia di Giuseppe Miale di Mauro
- 2014: L'abito della sposa, regia di Maurizio Panici
- 2014 a oggi : Regista e creatore del progetto Do not disturb che porta il teatro nelle camere d’albergo. (Benevento città spettacolo, Todi Festival)
- 2018: Brucia l’Europa

### Autore e regia
- 1997: Una notte americana di Arthur Miller (solo regia)
- 1997: Tutte le donne
- 1998: Piccolo Paradiso (premio Proposte Teatrali - Teatro Le Laudi di Firenze).
- 1999: Caduta Libera
- 1999: Così Leggero (con Ivan Castiglione)
- 2000: Solo per te (vincitore della rassegna Drammaturgia Oggi)
- 2002: La regola dell'assassino (premio Schegge d'autore)
- 2002: Fango
- 2003-2005: Idroscalo 93 (con Ivan Castiglione)
- 2005: Irene
- 2003-2005: Virginia e sua zia di Manlio Santanelli (solo regia)
- 2007-2009: Gomorra (con Roberto Saviano) (premio E.T.I. Gli Olimpici del Teatro come migliore autore di novità italiana e Premio Enriquez)
- 2007-2010: La Ferita, racconti per le vittime innocenti di Camorra (tratto dall'omonimo libro)
- 2010: La città di Fuori (tratto dal romanzo di Angelo Petrella, La città perfetta)
- 2010-2011: Santos (con Giuseppe Miale di Mauro, tratto da un racconto di Roberto Saviano)
- 2012: Le guardie del suo corpo
- 2014: Nessuno vi farà del male
- 2014: Do Not Disturb, scritto con Claudio Finelli
- 2014: Lui - il figlio, di autori vari
- 2015: Signorina Julie, adattamento e regia del testo di August Strindberg
- 2016: 360°, adattamento e regia di Girotondo di Arthur Schnitzler,
- 2016: Leopardi amava Ranieri, di Claudio Finelli e Antonio Mocciola, regia
- 2016: Noi non siamo Barbari di Philip Lole, regia e adattamento
- 2017: La paranza dei bambini, scritto con Roberto Saviano
- 2017: Ritals
- 2018 : 629 - debutto al Napoli teatro festival Italia
- 2019 : "Plastilina" di Marta Buchaca
- 2019: Quattro uomini chiusi in una stanza,
- 2020: "A freva" scritto con Fabio Pisano

### Direzione artistica
- 2002: Nuovi sentieri (Teatro Bellini di Napoli)
- 2007-2010: Teatri della legalità (Rassegna di teatro civile)
- 2005-2011: Presente indicativo (Festival teatrale)
- 2014: Lux in tenebris (rassegna teatrale)
- dal 2013: Direzione Artistica del Nuovo Teatro Sanità

## Pubblicazioni
- Idroscalo 93,morte di Pier Paolo Pasolini (testo teatrale), Guida Editore, Napoli 2006
- La Ferita, racconti per le vittime innocenti di camorra (curatore), Ad est dell'equatore, Napoli 2009.
- A quaranta metri da terra, all'interno di Qui si chiama fatica, L'Ancora del Mediterraneo, Napoli, 2010
- Io non so nuotare, all'interno di Racconti per Nisida, Guida Editore, Napoli 2010
- Liberami dal Male, Ad est dell'equatore, Napoli, 2010
- 255 giorni, all'interno di Racconti per Nisida e l'unità d'Italia, Guida Editore, Napoli 2011
- La Giusta Parte. Testimoni e storie dell'antimafia (curatore), Caracò Editore, Bologna-Napoli 2011
- Do not Disturb, scritto con Claudio Finelli, Marchese editore
- Imperfezioni, raccolta di testi teatrali, edito da Editoria e Spettacolo

## Premi e riconoscimenti
- Premio Flaiano Sezione teatro[4]
  - 2002 - Premio all'autore per Malamadre